# Richard Glover
Richard Glover, född 1712 i London, död den 25 november 1785, var en engelsk skald.
Glover, som under flera år var medlem av parlamentet, utgav 1737 hjältedikten Leonidas (5:e tillökade upplagan 1770), som av whigpartiet hälsades med jubel, samt ballader och klassicerande sorgespel med mera. Hans Memoirs of a celebrated literary and political character var uteslutande politiska.